# استخدام تويتر من قبل الشخصيات العامة

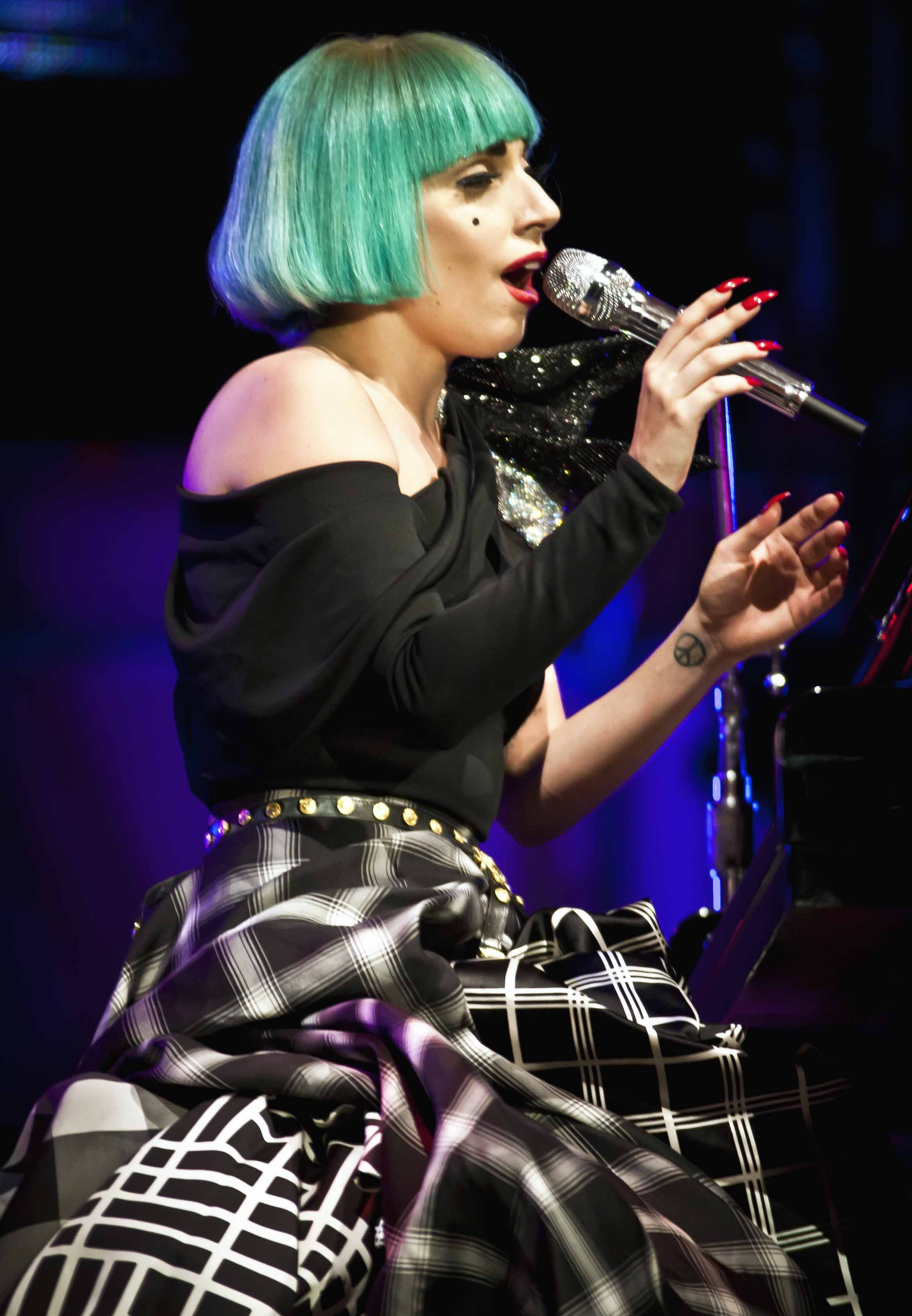
ليدي غاغا من بينِ أكثر المشاهير متابعةً على موقع تويتر

أصبحَ استخدام تويتر من قبل المشاهير والسياسيين عاملا هاما لكل من تويتر نفسه وعامّة المستخدمين وكذا المشاهير على حدٍ سواء. كما هو الحال مع باقي المواقع والشبكات الاجتماعية الأخرى فإنّ منشورات وصور المشاهير تجذبُ عامّة الناس إلى الموقع مما يزيد من فرصة الدعاية. من أجلِ هذه الغاية؛ عملت شركة على تطوير خدماتها ووضعت خاصيتين مميزتين؛ الأولى هي الحسابات الموثقة والتي طُرحت في حزيران/يونيو 2009 بهدفِ التحقق من الحِساب وتمييزه عن باقي الحسابات الاحتياليّة. تقوم هذه الخاصيّة على وضعِ علامة زرقاء قُربَ اسم الحساب للتأكد من أن هذا صاحب الحِساب هو نفسهُ الذي يدّعي ذلك. ومع ذلك؛ فقد أوقفت الشركة عمليّات التوثيق هذه بسبب حجم طلبات التحقق والتي تجاوزت قدرة الشركة على التعامل معها. أمّا الخاصيّة الثانية فهي عمل الشركة معَ المشاهير والأعلام لتشجيعهم على الاستفادة من الموقع وكذا الاستفادة منَ الإعلانات والحملات الدعائية ومحاولة تشجيعهم على استخدام تويتر في حملاتهم الترويجية وكذَا توفير خدمات الدعم التي يحتاجونَ إليها.

## المشاهير

### الفنانون والرياضيون
يستخدمُ المشاهير موقع تويتر للتواصل مع مشجعيهم ومعجبيهم؛ بمَا في ذلك أشتون كوتشر وستيفن فراي وكذَا كيفين روز مؤسس ديغ الذين يُعدّ من بينِ أوائل المشاهير الذين سجّلوا حسابات لهم على تويتر. في عام 2009؛ جرت مناقشات عدّة حولَ كيف يمكن للمرء استخدام موقع تويتر لنيلِ مزيدٍ من الشهرة وغيرها من الإيجابيات. ومع ذلك – بالنسبة للمشاهير – فقد ثبت أن الموقعَ سيفٌ ذو حدين فجنبًا إلى جنب مع التعليقات التي تمدحُ صاحب الحساب وتُشيد به هناك بعض التعليقات السلبيّة أو المعادية والتي يقومُ بها مستخدمون مجهولون عن حسن أو سوء نيّة. ليسَ هذا فقط؛ بل إنّ العدد الكبير من التغريدات التي تُنشر في الدقيقة الواحدة قد يتسبب في تيهان صاحب الحساب. جديرٌ بالذكر هنا أنّ مجموعة من المشاهير قد واجهوا بعض المشاكل القانونيّة بسببِ التغريدات على الموقع مثلَ ما حصل بينَ كورتني لوف وكريس براون في وقتٍ ما. غالبيّة المشاهير في المملكة المتحدة على تويتر هم شخصيات تلفزيونية مثلَ جوناثان روس الذي يحظى بشعبية كبيرة داخل الموقع الافتراضي.

### السياسيون
زادت شهرة الموقع بعدَ استعماله من قِبل السياسيين بما في ذلك الرئيس الأمريكي السابق باراك أوباما،  وغيره من الساسة في مُختلف دول العالم خاصّةً من ألمانيا، اليابان والهند. بالنّسبة لباراك أوباما؛ فهو السياسي الأكثر متابعة على الموقع معَ 102 مليون متابع على حسابه الشخصي ثم يليهِ الرئيس الأمريكي دونالد ترامب برقم متابعين بلغَ 51.5 مليون ويحتلُ ناريندرا مودي رئيس وزراء الهند المركز الثالث – في ترتيب السياسيين – برقمٍ بلغَ 44.3 مليون متابع.
على عكس باقي دول العالم؛ فإنّ سياسيي المملكة المتحدة و الولايات المتحدة يعتمدونَ على تويتر من أجلِ التواصل والتفاعل مع ناخبيهم؛ حيثُ اعتمدت المُرشّحة الديمقراطية هيلاري كلينتون عليهِ بهدفِ تعزيز حملتها الانتخابية على عكس أوباما الذي استعلهُ لذات الغرض لكن في مرّات محدودة. بحلول مايو 2011؛ كانَ لـ 387 عضوًا في كونغرس الولايات المتحدة حسابات على تويتر. أمّا في سباق الرئاسة الأوّل عام 2008؛ فقد حاولَ جون إدواردز استمالة الأمريكيين للتصويت له. خلال ذات الفترة؛ ومن خلال الإحصائيات التي قامَت بها بعض المواقع؛ فإنّ أوباما قد غرّد 261 مرّة مُقابل 26 فقط لمنافسه الجمهوري جون ماكين.
بشكلٍ عام؛ يميلُ السياسيون في الولايات المتحدة إلى استخدام تويتر في المقام الأول لحشدٍ دعمٍ لهم، ونفس الأمر يقومُ بهِ السياسيون في المملكة المُتحدة أمثال ديفيد كاميرون ونيك كليغ. في الناحية الأخرى منَ العالم؛ وبالضبطِ في أستراليا؛ فإنّ حزبَ الخضر هو أكثر الأحزاب السياسية نجاحًا على تويتر؛ في حين هناك حزب العمال الذي استخدمَ الموقع للهجوم على الأحزاب المعارضة له،  في تشيلي؛ يستخدمُ السياسيون تويتر كبديل للتواصل وذلكَ لأن الصحافة في البلد لم تعد كما كانت من قَبل. لقد استخدمَ الرئيس الروسي دميتري ميدفيديف الموقع للمساعدة في تغيير صورته وجعل نفسه أكثر أناقةً؛ ويعد حساب رئيس دولة فنزويلا هوغو تشافيز واحدة من أكثر الحِسابات متابعةً في الدولة.

## الشخصيات الدينية
في 12 ديسمبر 2012؛ قامَ البابا فرنسيس بالتغريدِ لأوّل مرة على الموقع؛ منذ ذلكَ الوقت؛ جمعَ البابا فرانسيس أكثر من 7.56 مليون متابع على حسابه @Pontifex_ar وذلك اعتبارًا من تشرين الأول/أكتوبر 2015 كما شاركَ بانتظام مع المستخدمين عبر هاشتاج #AskPontifex وذلك لمُعالجة المسائل الدينية والرد على الأسئلة. جديرٌ بالذكرِ أنّ هناك عدة حسابات فرعية تُستخدم لنقل وترجمة تغريدات البابا إلى لغات مختلفة.